# Simulium pitense
Simulium pitense är en tvåvingeart som beskrevs av Carlsson 1962. Simulium pitense ingår i släktet Simulium och familjen knott. Arten är reproducerande i Sverige. Inga underarter finns listade i Catalogue of Life.